# 桃園市立楊明國民中學
桃園市立楊明國民中學（英文：Yang Ming Junior High School），簡稱楊明國中、楊中，位於臺灣桃園市楊梅區。

## 歷史沿革

### 演變與發展
- 1994年：於瑞原國中成立桃園縣立楊明國民中學籌備處。
- 1996年：成立桃園縣立楊明國民中學，正式招收第一屆國一新生。
- 2015年：12月25日，因應桃園縣升格改制為直轄市，更名為桃園市立楊明國民中學。

### 歷任校長
| 任期 | 姓名       | 任職日期  | 離職日期  | 備註                                                           |
| ---- | ---------- | --------- | --------- | -------------------------------------------------------------- |
| 1    | 彭新樞先生 | 1996年8月 | 2006年7月 | 原桃園縣立瑞原國民中學校長轉任，屆齡退休。                     |
| 2    | 高鴻怡女士 | 2006年8月 | 2010年7月 | 原桃園縣立平興國民中學教務主任升任，調任桃園縣立大成國民中學。 |
| 3    | 田應薇女士 | 2010年8月 | 2018年7月 | 原桃園縣立經國國民中學總務主任升任，調任桃園市立文昌國民中學。 |
| 4    | 王瑞蓮女士 | 2018年8月 | 現任      | 原桃園市立楊梅國民中學輔導主任升任。                           |

## 學區
大同里、楊明里、梅溪里、高山里（第1-3、5-10、12-15鄰）、高山里（第4、11、17鄰）【為仁美、楊明國中自由學區】、高上里（第7、13鄰）【為仁美、楊明國中自由學區】、中山里（第4、11-23鄰）、中山里（第5-10鄰）【為楊明、楊梅國中自由學區】、楊梅里（第22、27-28鄰）、楊梅里（第1、30-32鄰）【為楊明、楊梅國中自由學區】、永平里（第5-9鄰）【為仁美、楊明國中自由學區】。

## 外部連結
- 桃園市立楊明國民中學 （页面存档备份，存于）